# Slowloris
Slowloris — програмне забезпечення, написаним Робертом «RSnake» Хансеном. Slowloris дозволяє вивести вебсервер з ладу за допомогою помилки в HTTP навіть з однієї машини з поганим інтернетом.
Slowloris намагається встановити багато підключень з вебсервером та тримати їх відкритими якнайдовше. Це досягається шляхом відкриття з'єднання з вебсервером та надсиланням спеціальних HTTP-заголовків. Періодично, він буде посилати знову і знову такі HTTP- заголовки, але не завершуючи попередні запити.

## Вразливі сервери
Вразливі сервери, намагаються вирішити проблему вичерпання пам'яті, але створюють іншу проблему. Ось список вразливих серверів:
- Apache 1.x
- Apache 2.x
- dhttpd
- GoAhead WebServer
- WebSense «block pages» (не перевірено)
- Trapeze Wireless Web Portal (не перевірено)
- Verizon's MI424-WR FIOS Cable modem (не перевірено)
- Verizon's Motorola Set-top box (порт 8082 і вимагає авторизацію — не перевірено)
- BeeWare WAF (не перевірено)
- Deny All WAF (виправлено)[3]

Менший вплив чи немає впливу:
- IIS6.0
- IIS7.0
- lighttpd
- Squid
- nginx
- Cherokee (перевіряється)
- NetScaler
- Cisco CSS (перевіряється)[1]

## Відомі використання
Під час протестів, що спалахнули в слідом за виборами президента Ірану у 2009 році, Slowloris став відомим інструментом для DoS нападу на сайти іранського уряду. Напад Slowloris було вибрано через його високий вплив та відносно низької пропускної здатності для атак. Напади були здійсненні на сайти gerdab.ir, leader.ir, president.ir та ряд урядових сайтів.

## Програмне забезпечення
- PyLoris — версія програми написана на Python. Серед додаткових функцій є підтримка Tor i Socks-проксі. [7]
- QSlowloris — версія програми для Windows. [8]
- Неназвана версія на PHP, яка може бути запущена на HTTP-сервері. [9]
- Slowhttptest — програма з відкритим кодом, яка написана на C++[10]